# Isacco di Antiochia
Isacco di Antiochia (... – almeno 460 circa) è stato un religioso e scrittore siro.
Fu uno dei grandi scrittori della letteratura siriaca classica, supposto autore di un gran numero di omelie in versi, molte delle quali si distinguono per un'originalità e perspicacia rare tra gli scrittori siri. L'anonima ma affidabile Cronaca di Edessa ne parla come attivo nel 451-452 (Hallier, No. Ixvii); e la Cronaca di Michele il Siro lo cita contemporaneo di Nono, che divenne il 31º vescovo di Edessa nel 449.
Non va confuso con Isacco di Ninive, importante autore nestoriano che scrisse sulla vita ascetica, vissuto nella seconda metà del VII secolo.

## Biografia
Per ciò che concerne l'identità e la vita dell'autore sorgono difficoltà considerevoli. Quanto dichiarato dagli scrittori antichi, orientali ed occidentali, venne raccolto da Giuseppe Simone Assemani (B.O. i. 2072 14). Secondo questi resoconti Isacco visse sotto Teodosio II, ed era nativo di Amida (oggi Diyarbakır) oppure di Edessa (oggi Şanlıurfa). Parecchi scrittori lo identificarono con Isacco, il discepolo di Efrem il Siro menzionato nell'anonima Biografia di Efrem. Ma secondo il patriarca Bar Shushan (m. 1073), che fece una raccolta delle sue omelie, il suo maestro fu Zenobio, discepolo di Efrem. Si ritiene che Isacco si fosse trasferito ad Antiochia di Siria e fosse diventato abate in uno dei conventi nei pressi della città. Secondo Zaccaria Scolastico, Isacco visitò Roma e altre città. La Cronaca di Zuqnin dello Pseudo-Dionigi di Tell-Mahr ci informa che compose poesie sui Ludi Saeculares del 404, e che scrisse del sacco di Roma da parte di Alarico I nel 410. Inoltre commemorò la distruzione di Antiochia di Siria a causa di un terremoto nel 459, quindi sarebbe vissuto almeno fino al 460 circa. Purtroppo queste poesie sono andate perdute.

## Opere
Quando si esamina la raccolta di omelie attribuite ad Isacco, le difficoltà sorgono su due campi:
1. L'autore di alcune omelie è un fervente sostenitore dell'ortodossia calcedoniana (si vedano specialmente no. 1-3 dell'edizione di Gustav Bickell =62-64 in Paul Bedjan). In altre e più importanti omelie la dottrina è monofisita, nonostante Eutiche e Nestorio siano ugualmente condannati.
2. Una delle omelie monofisite, la famosa poesia di 2136 versi sul pappagallo che cantò il Trisagion per le vie di Antiochia (Bickell, 8=Bedjan 61), sembra fosse stata scritta ad Antiochia dopo che Pietro Fullo (patriarca 471-488) ebbe sollevato la disputa circa l'aggiunta alla dossologia delle parole "qui crucifissus est pro nobis" (che fu crocifisso per noi). È dunque poco probabile che l'autore dell'omelia fosse lo stesso che compose le poesie perdute sui Ludi Saeculares del 404 e sul sacco di Roma del 410.

Inoltre Thomas Joseph Lamy (S. Ephraemi hymni et sermones, iv. 361-364) e Bedjan (Homiliae S. Isaaci i. pp. iv-ix) hanno richiamato l'attenzione sulle dichiarazioni di Giacobbe di Edessa (708) presenti in una lettera a Giovanni Stilita. Giacobbe afferma che ci fossero stati tre autori di nome Isacco che scrivevano in siriaco, due monofisiti ed uno calcedoniano:
1. Un nativo di Amida; discepolo di S. Efrem, che visitò Roma ai tempi di Arcadio (395-408). Al ritorno fu imprigionato a Costantinopoli; in seguito diventò prete della chiesa di Amida.
2. Un prete di Edessa; vissuto nel regno di Zenone (474-491). Si recò ad Antiochia di Siria nell'epoca di Pietro Fullo. Giacobbe poi racconta la storia del pappagallo.
3. Un altro autore di Edessa; all'inizio, al tempo del vescovo Paolo (510-522), monofisita; ma in seguito, all'epoca del vescovo calcedoniano Asclepio, scrisse poesie che esponevano la dottrina "nestoriana" (nel senso di "calcedoniana").

Con questi indizi contrastanti è impossibile arrivare ad un risultato certo. Ma Giacobbe di Edessa costituisce una testimonianza tra le più antiche, e nell'insieme sembra sicuro concludere con Bedjan (p. ix) che le opere di almeno due autori siano state incluse in una raccolta attribuita ad Isacco di Antiochia. Tuttavia la maggior parte delle poesie sono l'opera di una sola persona, il monofisita del V secolo autore della poesia del pappagallo. Un elenco completo delle 191 poesie presenti nel MSS europeo è fornito da Bickell, che ne copiò 181 con la prospettiva di pubblicarle tutte. Le altre 10 furono copiate in precedenza da Pius Zingerle. Ma i due volumi pubblicati in vita da Bickell (Gieβen, 1873 e 1877) includono soltanto 37 omelie. L'edizione di Bedjan, di cui è stato pubblicato soltanto il primo volume (Parigi, 1903), include 67 poesie; ovvero 24 pubblicate in precedenza (18 da Bickell), e 43 nuove, sebbene i loro titoli fossero tutti compresi nell'elenco di Bickell. 
Il principale interesse dello scrittore risiede nell'applicazione della religione ai doveri pratici della vita, sia nella Chiesa che nel mondo. Egli possiede grande padronanza di una lingua energica e considerevole abilità di spiegazione appropriata. Lo zelo con cui denuncia gli abusi prevalenti nella Chiesa del suo tempo, e particolarmente negli ordini monastici, richiama quello dei riformatori protestanti. 

Egli dimostra di conoscere molte fasi della vita. Descrive la corruzione dei giudici, la prevalenza dell'usura e dell'avarizia, la mancanza di castità che caratterizza specialmente le alte classi, la generale ipocrisia di certi cosiddetti cristiani. Le sue discussioni dottrinarie adatte ad essere propagate; ma egli raramente toglie lo sguardo all'attinenza della dottrina con la vita pratica. Giuda con estrema severità chi discute di religione e ne trascura la pratica; e chi, sebbene stupido e ignorante, osa penetrare in misteri rinchiusi negli angeli. 
Alcune opere d'Isacco sono d'interesse per gli storici sul V secolo. In due poesie (Bickell II, I2=Bedjan 48,49),scritte probabilmente a Edessa, egli commemora la presa di Beth-Uur, una città vicino a Nisibis, ad opera degli arabi. Sebbene i riferimenti storici siano tutt'altro che chiari, deduciamo che Beth-Uur, che in zelante paganesimo successe a Uaran, fosse stata in precedenza devastata dai persiani. Ma negli ultimi 34 anni gli stessi persiani furono sottomessi. E ora era arrivata una valanga d'invasori arabi, figli di Hagar, che aveva raso al suolo la città e reso prigionieri tutti gli abitanti.
Da queste due poesie, e dalla seconda omelia sul digiuno ecclesiastico, (Bickell 14=Bedjan 17) otteniamo un'immagine vivida delle miserie sopportate dagli abitanti di quella regione di frontiera durante le guerre tra la Persia e l'impero greco-romano. Ci sono anche riferimenti istruttivi sulle pratiche pagane e l'adorazione delle divinità pagane (come ad es. Baalti, Uzzi, Gedlath e il pianeta Venere) prevalenti in Mesopotamia. Altre due poesie (Bickell 35, 36=Bedjan 66,67), scritte probabilmente ad Antiochiadi Siria, descrivono la prevalenza della stregoneria e la straordinaria influenza posseduta da caldei e maghi su donne nominalmente cristiane.
L'epoca di Isacco di Ninive cie è oggi nota attraverso il Liber fundatorum di Ish-dlnah, scrittore dell'VIII secolo (vedi Bedjan; e Jean-Baptiste Chabot, Livre de la chasteté, p. 63). Assemani (B.O. i. 445) lo aveva collocato nel tardo VI secolo, e Chabot (De S. Isaaci Ninivitae vita, & c.) nella seconda metà del V secolo.
Lamy (op. cit. iv. 364-366) ha evidenziato che parecchie delle poesie sono, in certi manoscritti, attribuite ad Efrem. È possibile che l'autore delle poesie ortodosse non si chiamasse Isacco. 
L'elenco di Assemani, che comprende 104 poesie (B.O. i. 254-234), è del tutto incluso nell'opera di Blickell. 
La metrica di tutte le poesie pubblicate è il settenario.